# Sphenomorphus fuscolineatus
Sphenomorphus fuscolineatus là một loài thằn lằn trong họ Scincidae. Loài này được Greer & Shea mô tả khoa học đầu tiên năm 2004.